# Viktor von Mikusch-Buchberg
Kajetan Viktor Hugo Eduard Melzer, seit 1869 von Mikusch-Buchberg (* 18. Oktober 1842 in Rawitsch; † 15. August 1911) war ein preußischer General der Infanterie.

## Leben

### Herkunft
Viktor war ein Sohn des preußischen Majors a. D. Eduard Melzer (1795–1861) und dessen Ehefrau Emilie, geborene von Mellenthin (1813–1891). Die Ehe wurde geschieden und sie heiratete am 27. April 1857 Wilhelm Franz Mikusch von Buchberg. Unter dem Namen „von Mikusch-Buchberg“ wurde Viktor am 27. Februar 1869 gemeinsam mit seinen Brüdern durch König Wilhelm I. in den erblichen preußischen Adelsstand erhoben.

### Militärlaufbahn
Nach seiner Erziehung in den Kadettenhäusern in Wahlstatt und Berlin wurde er am 6. März 1860 als Sekondeleutnant dem 7. Jäger-Bataillon der Preußischen Armee überwiesen. Im Krieg gegen Dänemark nahm Melzer 1864 mit der 2. Kompanie an den Gefechten bei Windeby und Missunde sowie an der Belagerung und Erstürmung der Düppeler Schanzen teil. Ab dem 1. Oktober 1865 war er zur weiteren Ausbildung an die Kriegsakademie kommandiert. Dieses Kommando wurde im Jahr darauf durch seine Teilnahme am Krieg gegen Österreich unterbrochen. Mit seinem Bataillon kämpfte Melzer im Verbund der Elbarmee in den Schlachten bei Münchengrätz und Königgrätz. Nach dem Prager Frieden setzte er seine Ausbildung an der Kriegsakademie vor und wurde Ende Oktober 1866 unter Beförderung zum Premierleutnant in das Hannoversche Jäger-Bataillon Nr. 10 versetzt. Ab Anfang April 1869 war Mikusch-Buchberg auf drei Jahre zur Dienstleistung bei der Landestriangulation kommandiert. Unter Belassung in diesem Kommando erfolgte im Oktober 1869 seine Versetzung in das Niederrheinische Füsilier-Regiment Nr. 39.
Mit Beginn des Krieges gegen Frankreich wurde Mikusch-Buchberg für die Dauer des mobilen Verhältnisses 1870/71 als Generalstabsoffizier zum Generalkommando des VII. Armee-Korps kommandiert. In dieser Stellung nahm er an den Schlachten bei Spichern, Colombey, Gravelotte sowie den Belagerungen von Metz und Thionville teil. Ausgezeichnet mit dem Eisernen Kreuz II. Klasse avancierte Mikusch-Buchberg am 26. Februar 1871 unter Belassung in seinem Verhältnis als Generalstabsoffizier zum Hauptmann und Kompaniechef. Nachdem man ihn Anfang Mai dem Generalstab aggregiert hatte, wurde er am 3. Oktober 1871 unter Belassung beim Generalstab des VII. Armee-Korps in den Generalstab der Armee versetzt. Mikusch-Buchberg kam im März 1874 in den Generalstab der 17. Division nach Schwerin, wurde im November/Dezember 1857 kurzzeitig zur Eisenbahn-Abteilung des Großen Generalstabes kommandiert und Ende April 1877 zum Major befördert. Ende Januar 1878 in den Generalstab des X. Armee-Korps nach Hannover versetzt, war Mikusch-Buchberg von April bis Juni 1882 zur Führung des II. Bataillons im Hannoverschen Füsilier-Regiment Nr. 73 kommandiert und stieg Ende März 1885 zum Oberstleutnant auf. Am 30. April 1885 erfolgte seine Versetzung nach Karlsruhe als Chef des Generalstabes des XIV. Armee-Korps. In dieser Stellung am 21. Juli 1888 zum Oberst befördert, war Mikusch-Buchberg vom 1. April 1889 bis zum 19. September 1890 Kommandeur des Kaiser Franz Garde-Grenadier-Regiments Nr. 2. Anschließend wurde er in den Generalstab der Armee versetzt und mit dem Rang und den Gebührnissen eines Brigadekommandeurs zum Chef des Generalstabes des XI. Armee-Korps in Kassel ernannt, sowie am 18. November 1890 zum Generalmajor befördert.
Unter Versetzung zu den Offizieren à la suite der Armee kommandierte man ihn am 22. Dezember 1891 nach Württemberg. Mikusch-Buchberg hatte bis zum 16. November 1892 das Kommando über die in Ulm stationierte 54. Infanterie-Brigade (4. Königlich Württembergische) und wurde anschließend unter Entbindung von seinem Kommando nach Württemberg und unter Versetzung in den Generalstab der Armee zum Oberquartiermeister ernannt. Gleichzeitig fungierte er ab dem 22. Dezember 1892 auch als Mitglied der Studienkommission der Kriegsakademie und avancierte Mitte März 1894 zum Generalleutnant. Mit seiner Ernennung zum Kommandeur der 8. Division wurde Mikusch-Buchberg am 18. April 1895 von seinem Verhältnis als Mitglied der Studienkommission der Kriegsakademie entbunden. In dieser Stellung erhielt er anlässlich des Ordensfestes im Januar 1898 den Kronenorden I. Klasse. Am 5. April 1898 erfolgte seine Ernennung zum Kommandierenden General des VII. Armee-Korps in Münster sowie am 10. September 1898 die Beförderung zum General der Infanterie. In Genehmigung seines Abschiedsgesuches wurde Mikusch-Buchberg am 13. Januar 1900 mit der gesetzlichen Pension zur Disposition gestellt. Anlässlich seiner Verabschiedung würdigte Kaiser Wilhelm II. ihn durch die Verleihung des Großkreuzes des Roten Adlerordens mit Eichenlaub.

### Familie
Mikusch-Buchberg verheiratete sich am 29. Juni 1871 mit Hedwig von Reichenbach (* 1846). Die Ehe blieb kinderlos.